# Ла Коста (Пјаченца)
Ла Коста је насеље у Италији у округу Пјаченца, региону Емилија-Ромања.
Према процени из 2011. у насељу је живело 7 становника. Насеље се налази на надморској висини од 344 м.